# Heggove, Sakleshpur
Heggove là một làng thuộc tehsil Sakleshpur, huyện Hassan, bang Karnataka, Ấn Độ.